# Callo

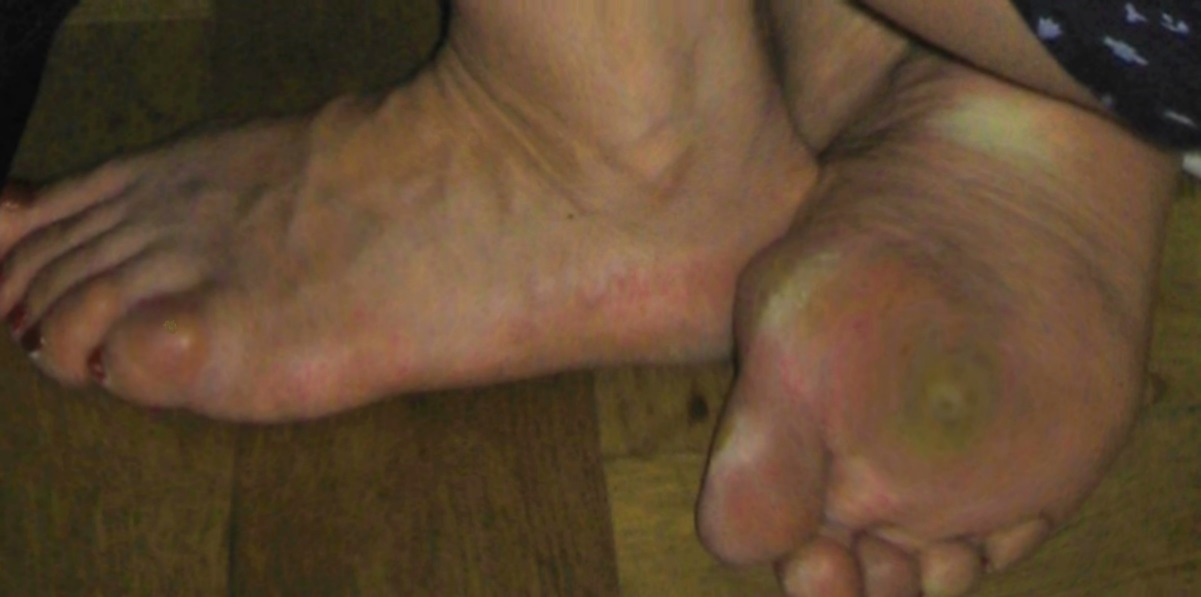
Callo doloroso en el dedo meñique y verruga profunda y muy dolorosa en la planta

La hiperqueratosis, vulgarmente denominada como callo o dureza, es una zona de la piel en la que se produce una acumulación de queratina correspondiente a la compactación de células muertas inertes de la epidermis en respuesta a un estímulo que puede ser, generalmente, el roce o la fricción excesiva. Las callosidades son más comunes en la zona del pie o de la mano, dependiendo de la actividad o factor por el cual haya surgido el callo.

## Fisiopatología
Es un mecanismo de defensa de la piel, que en los pies suele asociarse a patrones anómalos de marcha y funcionamiento del pie, los cuales provocan que determinadas zonas del pie se vean sometidas a sobrecarga, siendo la respuesta de la piel la formación de hiperqueratosis. 
En otros casos están relacionadas con el roce excesivo del calzado (sobre todo en las zonas dorsales del pie) o con la presión de las estructuras óseas sobre la piel que las separa (como ocurre con los helomas o hiperqueratosis interdigitales).
Es frecuente también apreciar hiperqueratosis en las manos de personas que realizan trabajos con ellas.

## Tratamiento
Los callos en los pies son un signo de sobrecarga que debe ser valorado por el podólogo. El tratamiento convencional para eliminar las durezas es la quiropodia o eliminación mediante bisturí. Una vez retirada la hiperqueratosis la piel queda completamente sana, pero el factor etiológico, que es el funcionamiento anormal del pie, sigue estando presente, por lo que el problema vuelve a aparecer pasado un tiempo. Por esta razón el tratamiento debe encaminarse no solo a eliminar manualmente estas durezas, sino a buscar el mecanismo etiológico que las origina y compensarlo, generalmente mediante unos soportes plantares (plantillas) confeccionados a medida.